# Стерлинг (округ, Шотландия)
Сте́рлинг (англ. Stirling, гэльск. Sruighlea) — один из 32 округов Шотландии. Граничит с округами Аргайл-энд-Бьют, Ист-Данбартоншир, Уэст-Данбартоншир, Клакманнаншир, Перт-энд-Кинросс и Фолкерк.

## Населенные пункты
- Бэннокберн (Bannockburn)
- Данблейн (Dunblane),
- Дун[англ.] (Doune)
- Калландер[англ.] (Callander)
- Стерлинг (Stirling)

## Озёра
- Лох-Ломонд
- Лох-Катрин
- Ментит

## Достопримечательности
- Национальный парк Лох-Ломонд-энд-те-Троссахс (частично на территории округа)
- Список замков Стерлинга